# Boombox (canção de Laura Marano)
"Boombox" é uma canção da artista musical estadunidense Laura Marano, gravada para seu futuro álbum de estreia ainda sem título divulgado. Foi composta por Jason Dean, Rami Jrade, Joe Kirkland e Asia Whiteacre, sendo produzida por TJ Routon. O seu lançamento como o primeiro single do disco ocorreu em 11 de março de 2016, através da gravadora Big Machine Records, sendo também o primeiro lançado como artista solo e com a gravadora.

## Desempenho nas tabelas musicais

### Posições
| Tabela musical (2016)                         | Melhor posição |
| --------------------------------------------- | -------------- |
| Estados Unidos (Billboard Top Twitter Tracks) | 27             |

## Histórico de lançamento
| Região | Data                | Formato          | Gravadora   |
| ------ | ------------------- | ---------------- | ----------- |
| Mundo  | 11 de março de 2016 | Download digital | Big Machine |